# برونو سیریلو
برونو سیریلو (انگلیسی: Bruno Cirillo؛ زادهٔ ۲۱ مارس ۱۹۷۷) بازیکن فوتبال اهل ایتالیا است.
از باشگاه‌هایی که در آن بازی کرده‌است می‌توان به باشگاه فوتبال رجینا، باشگاه فوتبال اینتر میلان، باشگاه فوتبال لچه، باشگاه فوتبال پون سیتی، باشگاه فوتبال لوانته، باشگاه فوتبال پائوک، باشگاه فوتبال روبور سیه‌نا، باشگاه فوتبال آ. ا. ک آتن، و باشگاه فوتبال متس اشاره کرد.
وی همچنین در تیم‌های ملی فوتبال زیر ۲۱ سال ایتالیا بازی کرده‌است.